# Inierymbał
Inierymbał (ros. Инерымбал) – wieś (dieriewnia) w Rosji, w Mari El, w rejonie wołżskim. W 2010 liczyła 275 mieszkańców.